# Mariya Dmitriyenko
Mariya Dmitriyenko (24 de março de 1988) é uma atiradora esportiva cazaque, especialista na fossa olímpica.

## Carreira

### Rio 2016
Mariya Dmitriyenko representou seu país nas Olimpíadas de 2016, ficando na 8º colocação na fossa olímpica, fora das finais.